# Kiong-Korop jezici
Kiong-Korop jezici, jedna od četiri skupine upper cross jezika, nigersko-kongoanska porodica, raširenih na području Nigerijske države Cross River, te nešto u susjednom Kamerunu.
Obuhvaća svega (3) jezika, to su: korop ili durop, kurop, ododop [krp], 17.640; kiong ili akayon [kkm], 100 (2004); i gotovo nestali ili već izumrli odut [oda], 20 (1980.-tih; 2000 R. Blench).

## Vanjske poveznice
- Ethnologue (14th)
- Ethnologue (15th)